# Ilidža
Ilidža (Bosnisch: Ilidža) is een stad in Bosnië en Herzegovina, en een voorstad van Sarajevo. De stad heeft ongeveer 50.000 inwoners. Het internationale vliegveld van Sarajevo is in Ilidža  gevestigd.
Ilidža zelf is een weinig heuvelachtig, maar het wordt omringd door bergen. Het stadje ligt aan de voet van de berg Igman, dat een belangrijke rol speelde gedurende de belegering van Sarajevo.

De rivier de Željeznica, een zijtak van de [[Bosna] (rivier)|]], stroomt door het centrum van de stad. De Bosna zelf ontspringt vlak bij Ilidža, passeert de stad, maar stroomt er niet doorheen.

## Geschiedenis
Ilidža is een van de langst bewoonde gebieden van Bosnië. Met name in de wijk Butmir worden archeologische vondsten gedaan. De Butmircultuur dateert uit 2600 - 2400 v.Chr.
Het gebied maakte deel uit van het Romeinse Rijk. Op de plek van het huidige Ilidža lag destijds Aquae Sulphurae: een Romeinse kolonie en belangrijke Romeinse nederzetting in Bosnië en Herzegovina. Ook uit deze periode worden veel archeologische vondsten gedaan.
In de middeleeuwen bestond op dezelfde plek het stadje Katerna. Het maakte deel uit van de Bosnische provincie Vrhbosna (Top van Bosnië).
Het moderne Ilidža werd gebouwd toen de stad deel uitmaakte van het Ottomaanse Rijk. De naam is waarschijnlijk afkomstig van het Turkse woord Ilıca, hetgeen zoveel als warme thermische bron betekent. In de Ottomaanse periode werden verschillende bruggen en moskeeën in de stad gebouwd.
Zoals de rest van Bosnië bereikte de industrialisatie ook Ilidža, toen Bosnië deel uitmaakte van Oostenrijk-Hongarije. In die periode werden een station en verschillende hotels gebouwd. Na Sarajevo werd Ilidža de belangrijkste stad in de regio. De economie van de stad bleef groeien, tot aan het begin van de 20e eeuw.
Gedurende de belegering van Sarajevo werd een groot deel van Ilidža ingenomen door Servische troepen. Veel Kroatische en moslim-gezinnen verlieten hun woningen, of werden gedwongen te vertrekken. Aan het einde van de oorlog ging Ilidža deel uitmaken van de Federatie van Bosnië en Herzegovina, met als gevolg dat toen de Servische bewoners de stad verlieten.

## Demografie
In Ilidža  woont 2,1% van de inwoners van de Federatie van Bosnië en Herzegovina, en 12% van het Kanton Sarajevo. De bevolkingssamenstelling van Ilidža is door de Bosnische oorlog aanzienlijk veranderd. Voor de oorlog bestond 60% van de bevolking uit Serviërs, 20% uit Bosniakken en 20% uit Kroaten. Tegenwoordig bestaat ruim 80% van de inwoners bestaat uit Bosniakken en wonen er nog maar enkele Serviërs en Kroaten.
De bevolkingsdichtheid is 332.3 bewoners per km², hetgeen opmerkelijk laag is vergeleken met de stad Sarajevo. Dit komt voornamelijk doordat Ilidža op vlakke grond is gebouwd en breed kon worden opgezet.

## Economie
Voor de oorlog was Ilidža een van de vijf in economisch opzicht belangrijkste gemeenten van Bosnië, en een van de tien belangrijksten in Joegoslavië. De oorlog had een verwoestend effect op de economie van Ilidža, waarvan de stad nog steeds herstellende is. Een aantal belangrijke bedrijven hebben zich weer in Ilidža gevestigd, die zich onder meer bezighouden met de ontwikkeling van elektronica.
Een belangrijke bron van inkomsten is het toerisme. De stad wordt bezocht vanwege de archeologische waarde, en vanwege de natuur in de omgeving. Niet ver van de stad vandaan ligt nationaal park Vrelo Bosne (Bron van de Bosna), dat een van de populairste parken van het land is. In de winter is Ilidža een geliefd oord voor skiërs.

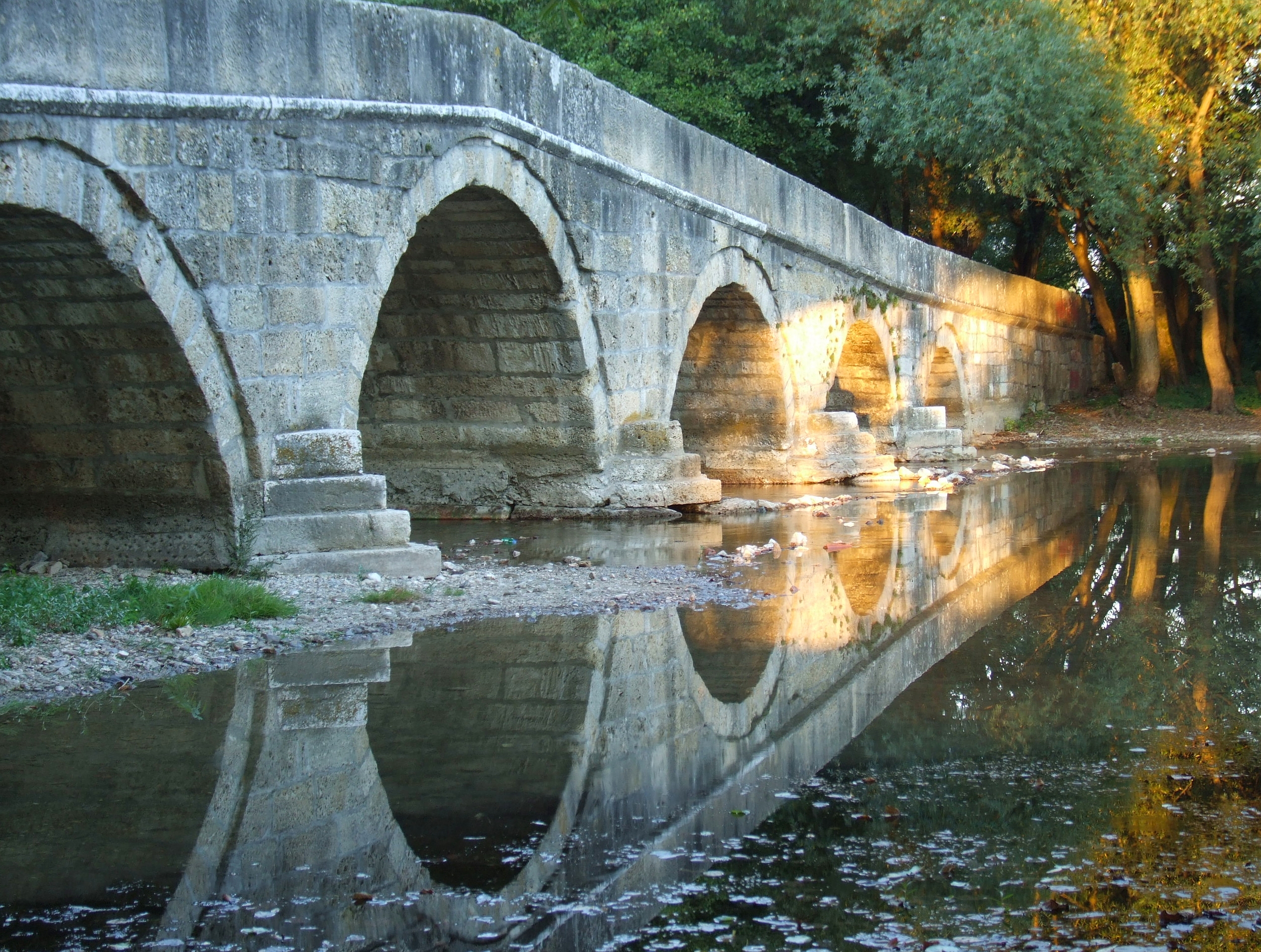
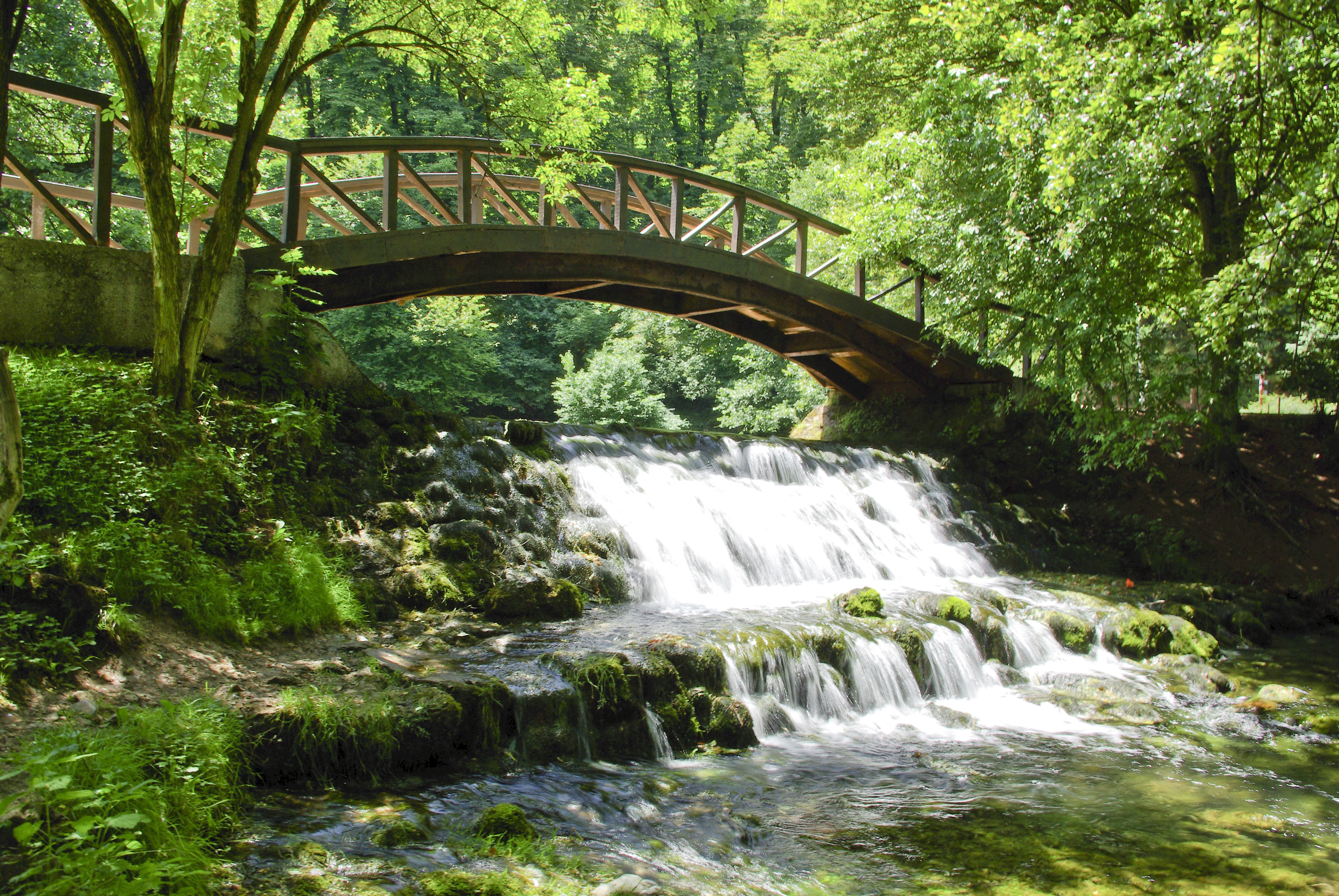
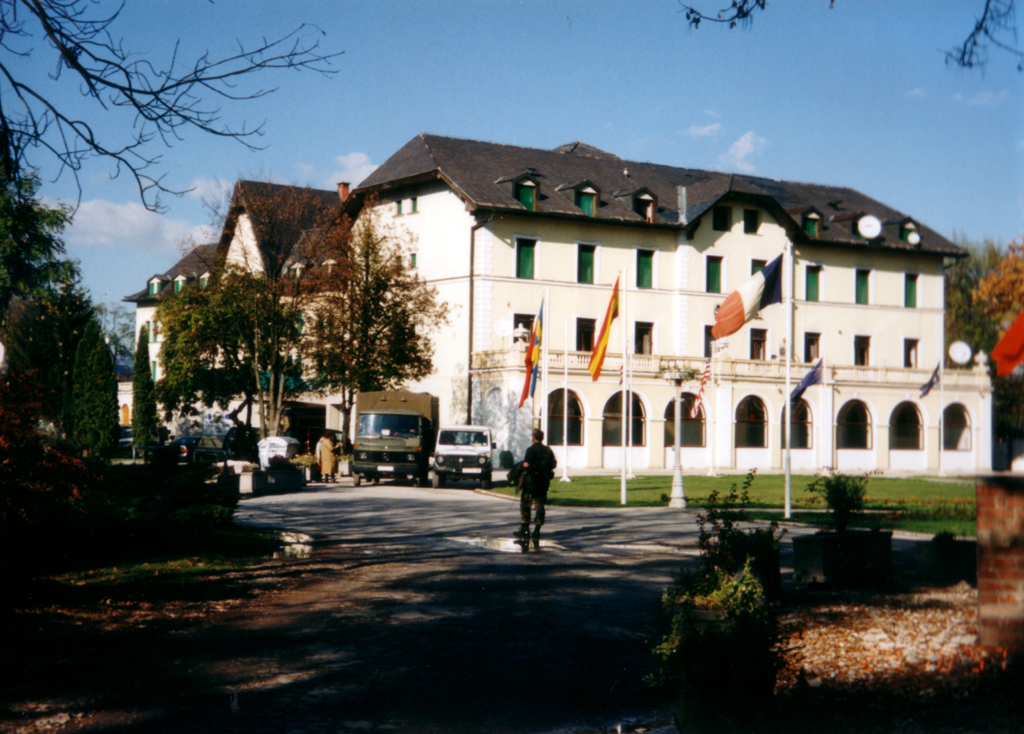
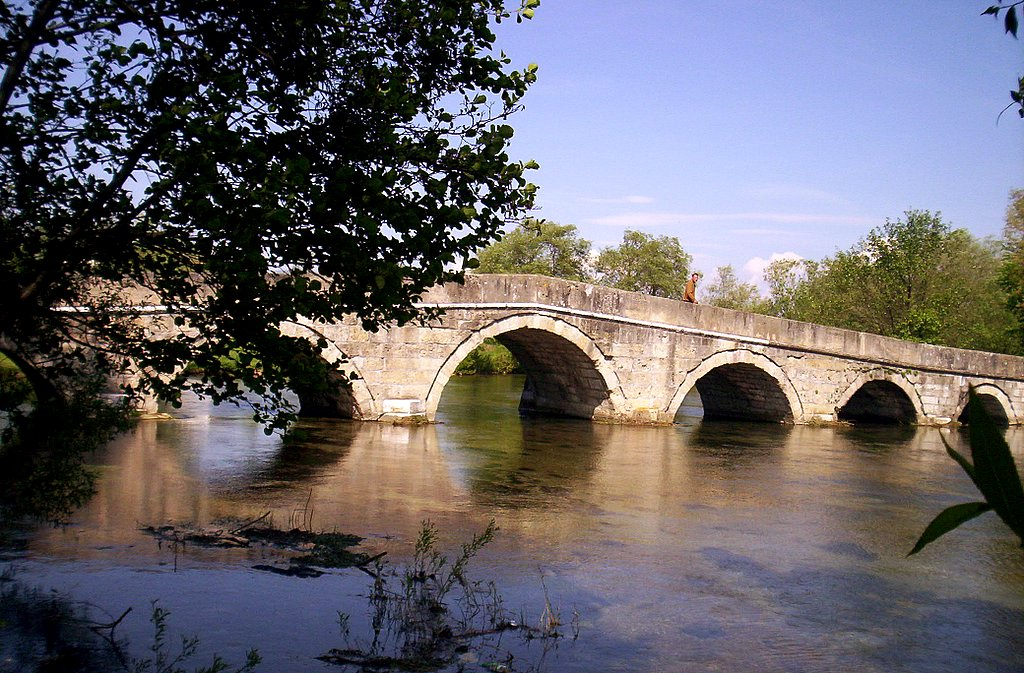
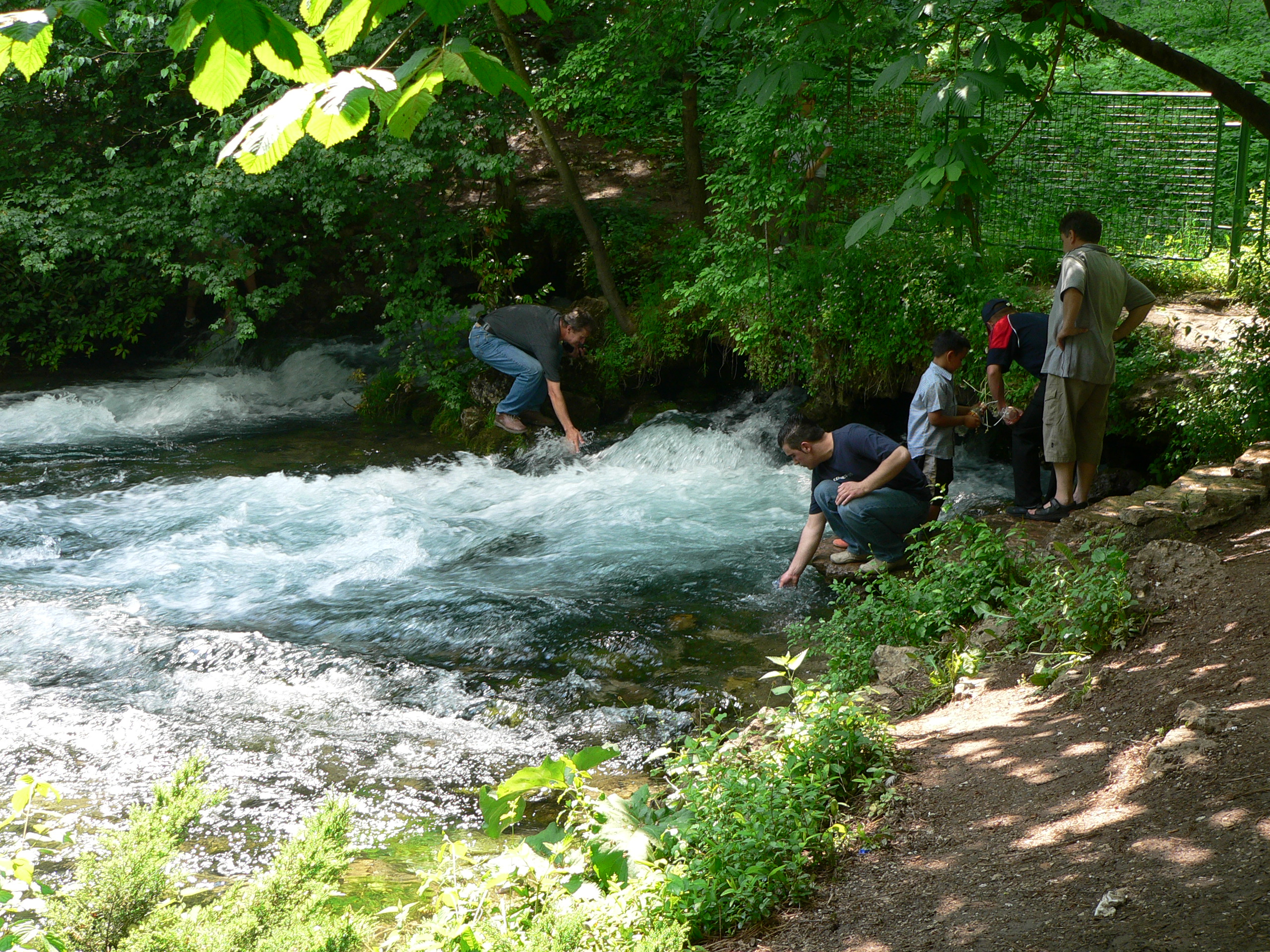

Federatie van Bosnië en Herzegovina:

Banovići · Bihać · Bosanska Krupa · Bosanski Petrovac · Bosansko Grahovo · Breza · Bugojno · Busovača · Bužim · Čapljina · Cazin · Čelić · Centar · Čitluk · Drvar · Doboj Istok · Doboj Jug · Dobretići · Domaljevac-Šamac · Donji Vakuf · Foča-Ustikolina · Fojnica · Glamoč · Goražde · Gornji Vakuf-Uskoplje · Gračanica · Gradačac · Grude · Hadžići · Ilidža · Ilijaš · Jablanica · Jajce · Kakanj · Kalesija · Kiseljak · Kladanj · Ključ · Konjic · Kreševo · Kupres · Livno · Ljubuški · Lukavac · Maglaj · Mostar · Neum · Novi Grad · Novo Sarajevo · Novi Travnik · Odžak · Olovo · Orašje · Pale-Prača · Posušje · Prozor-Rama · Ravno · Sanski Most · Sapna · Široki Brijeg · Srebrenik · Stari Grad · Stolac · Teočak · Tešanj · Tomislavgrad · Travnik · Trnovo · Tuzla · Usora · Vareš · Velika Kladuša · Visoko · Vitez · Vogošća · Zavidovići · Zenica · Žepče · Živinice

De hoofdstad Sarajevo bestaat uit de gemeenten Centar, Novi Grad, Novo Sarajevo en Stari Grad.
Servische Republiek:

Banja Luka · Berkovići · Bijeljina · Bileća · Bosanska Kostajnica · Brod · Bratunac · Čajniče · Čelinac · Derventa · Doboj · Donji Žabar · Foča · Gacko · Gradiška · Han Pijesak · Istočni Drvar · Istočna Ilidža · Istočni Mostar · Istočno Novo Sarajevo · Istočno Sarajevo · Istočni Stari Grad · Jezero · Kalinovik · Kneževo · Kozarska Dubica · Kotor Varoš · Krupa na Uni · Srpski Kupres · Laktaši · Ljubinje · Lopare · Milići · Modriča · Mrkonjić Grad · Nevesinje · Novi Grad · Osmaci · Oštra Luka · Pale · Pelagićevo · Petrovac · Petrovo · Prijedor · Prnjavor · Ribnik · Rogatica · Rudo · Šamac · Šekovići · Šipovo · Sokolac · Srbac · Srebrenica · Teslić · Trebinje · Trnovo · Ugljevik · Ustiprača · Višegrad · Vlasenica · Vukosavlje · Zvornik